# Taça de Portugal 1994/95
Die Taça de Portugal 1994/95 war die 55. Austragung des portugiesischen Pokalwettbewerbs. Er wurde vom portugiesischen Fußballverband ausgetragen. Pokalsieger wurde Sporting Lissabon, das sich im Finale gegen Marítimo Funchal durchsetzte. Sporting qualifizierte sich mit dem Sieg für den Europapokal der Pokalsieger 1995/96.
Alle Begegnungen wurden in einem Spiel ausgetragen. Bei unentschiedenem Ausgang wurde zur Ermittlung des Siegers eine Verlängerung gespielt. Stand danach kein Sieger fest, wurde das Spiel wiederholt, eventuell mit Verlängerung und Elfmeterschießen.

## Teilnehmende Teams
| Primeira Divisão (18) | Primeira Divisão (18) | Segunda Divisão de Honra (18) | Segunda Divisão de Honra (18) |
| --- | --- | --- | --- |
| - Belenenses Lissabon - Benfica Lissabon - SC Beira-Mar - Boavista Porto - Sporting Braga - GD Chaves - CF Estrela Amadora - SC Farense - Gil Vicente FC | - Marítimo Funchal - FC Porto - SC Salgueiros - Sporting Lissabon - FC Tirsense - União Madeira - União Leiria - Vitória Guimarães - Vitória Setúbal | - Académica de Coimbra - Amora FC - SC Campomaiorense - Desportivo Aves - SC Espinho - GD Estoril Praia - FC Famalicão - CD Feirense - FC Felgueiras | - Nacional Funchal - AD Ovarense - FC Paços de Ferreira - FC Penafiel - Portimonense SC - Rio Ave FC - União Lamas - SC União Torreense |
| Segunda Divisão B (54) | | | |
| - Académico de Viseu FC - RD Águeda - CD Alcains - FC Alverca - Amarante FC - Atlético CP - FC Barreirense - Associação Beneditense CD - Benfica e Castelo Branco - Caldas SC - Casa Pia AC - O Elvas CAD - AD Esposende - AD Fafe | - SL Fanhões - SC Freamunde - AD Guarda - FC Infesta - Juventude Évora - Leixões SC - AD Limianos - FC Lixa - Louletano DC - SC Lourinhanense - AD Lousada - Lusitano GC Évora - Lusitânia Lourosa - FC Maia | - FC Marco - AC Marinhense - CD Montijo - Moreirense FC - Naval 1º de Maio - Odivelas FC - SC Olhanense - CD Olivais e Moscavide - UD Oliveirense - FC Oliveira Hospital - Clube Oriental de Lisboa - GD Peniche - SC Praiense | - CDR Quarteirense - Juventude Ronfe - SC Dragões Sandinenses - AD Sanjoanense - CD Torres Novas - CD Tondela - União de Coimbra - União de Montemor - União Santiago do Cacém - UD Santarém - Varzim SC - SC Vianense - FC Vizela |
| Terceira Divisão (108) | | | |
| - AC Alcacerense - FC Amares - Alhandra SC - Anadia FC - Âncora Praia FC - SC Angrense - GD Argus - CD Arrifanense - AA Avanca - CD Beja - UD Belmonte - GD Benavente - SCE Bombarralense - GD Bragança - AD Camacha - CSD Câmara de Lobos - Caçadores Taipas - SC Castêlo da Maia - AD Castelo de Vide - FC Castrense - União Futebol Comércio e Indústria - CD Cova da Piedade - SC Covilhã - Atlético Cucujães - Ermesinde SC - CD Estarreja - CD Fátima | - Fiães SC - AD Fornos de Algodres - Imortal DC - GD Joane - CRC 22 Junho/Amor - Gondomar SC - CD Operário - CF Esperança Lagos - SC Lamego - UD Lanheses - SC Leiria e Marrazes - GS Loures - Aliados FC Lordelo - CD Lousanense - Lusitano VRSA - SC Lusitânia - Lusitano FC Vildemoinhos - AD Machico - CD Mafra - AC Malveira - SC Maria da Fonte - CF Marialvas - SL Marinha - FC Marinhas - GD Mealhada - Merelinense FC - União Micaelense | - SC Mirandela - CA Mirandense - Mira Mar SC - CDC Montalegre - Mortágua FC - SL Nelas - Neves FC - SL Olivais - Oliveira do Bairro SC - CD Paços de Brandão - Padernense Clube - Palmelense FC - USC Paredes - Juventude Pedras Salgadas - Pedrouços AC - SC Penalva Castelo - GD Pevidém - Sporting Pombal - CD Portalegrense - CD Portosantense - ADC Proença-a-Nova - Rebordosa AC - SC Régua - UD Rio Maior - SC Rio Tinto - AC Salir - UDR Sambrasense | - Santa Maria FC - SC Santacruzense - GD Samora Correia - GDRC Os Sandinenses - CD Santa Clara - SC São João de Ver - AD São Pedro da Cova - AD São Vicente - FC Seixal - SC Senhora da Hora - Sertanense FC - FC Serpa - Silves FC - Sport União Sintrense - Souselo FC - GC Tavira - GD Tourizense - CD Trofense - União de Almeirim - União de Tomar - Vasco da Gama AC - Estrela Vendas Novas - Vieira SC - UD Vilafranquense - SC Vilanovense - SC Vila Real - SC Vila Pouca |
| Distrikte (22) | | | |
| - Águia CD - AC Alcanenense - FC Avintes - GS Carcavelos - CRP Delães - SC Ferreirense | - GD Foz Côa - 1º de Maio Funchal - GD Gafanha - Graziosa FC - GD Mangualde - Moura AC | - AD Portomosense - Atlético Reguengos - GD Salão - CCR Salgueiro do Campo - GD Sendim | - GD Sesimbra - Leões Tavira - Juventude Terrugem - UD Tocha - CA Valdevez |

## 1. Runde
Teilnehmer waren die 108 Vereine aus der Terceira Divisão und 22 Vereine der Distriktverbände.
|                           | Ergebnis  |                                    |
| ------------------------- | --------- | ---------------------------------- |
| GDRC Os Sandinenses       | 1:4       | SC Castêlo da Maia                 |
| Juventude Pedras Salgadas | 1:3       | Rebordosa AC                       |
| Oliveira do Bairro SC     | 1:0       | SL Nelas                           |
| SC Covilhã                | 2:1       | Atlético Cucujães                  |
| SC Lamego                 | 0:0 n. V. | GD Joane                           |
| SC Penalva Castelo        | 2:6       | AA Avanca                          |
| SC Maria da Fonte         | 2:1       | CD Paços de Brandão                |
| Neves FC                  | 1:0       | Santa Maria FC                     |
| Murça SC                  | 0:3       | Ermesinde SC                       |
| Graziosa FC               | 0:2       | SC Lusitânia                       |
| Gondomar SC               | 2:1       | SC Mirandela                       |
| GS Loures                 | 4:0       | CD Cova da Piedade                 |
| Imortal DC                | 2:2 n. V. | União Futebol Comércio e Indústria |
| Mira Mar SC               | 0:1       | GC Tavira                          |
| Lusitano VRSA             | 2:1       | AC Alcacerense                     |
| Sporting Pombal           | 0:1       | União de Tomar                     |
| SC São João de Ver        | 2:1       | SC Leiria e Marrazes               |
| UD Tocha                  | 1:0       | Lusitano FC Vildemoinhos           |
| UD Rio Maior              | 1:2       | AD Fornos de Algodres              |
| UD Vilafranquense         | 1:0       | SCE Bombarralense                  |
| União de Almeirim         | 4:3       | CD Arrifanense                     |
| Vasco da Gama AC          | 5:0       | GD Salão                           |
| UDR Sambrasense           | 1:5       | CD Portosantense                   |
| UD Lanheses               | 1:2       | SC Vilanovense                     |
| Juventude Terrugem        | 1:2       | CD Portalegrense                   |
| SC Vila Pouca             | 3:0       | Caçadores Taipas                   |
| SC Senhora da Hora        | 2:0       | Pedrouços AC                       |
| SC Vila Real              | 3:0       | FC Marinhas                        |
| Sertanense FC             | 1:0       | CRC 22 Junho/Amor                  |
| SL Olivais                | 3:2       | FC Seixal                          |
| SL Marinha                | 1:4       | AC Alcanenense                     |
| GD Tourizense             | 0:1       | GD Benavente                       |
| GD Sesimbra               | 5:1       | Leões Tavira                       |
| Atlético Reguengos        | 0:1       | FC Castrense                       |
| Âncora Praia FC           | 1:2       | USC Paredes                        |
| Anadia FC                 | 2:0       | GD Foz Côa                         |
| 1º de Maio Funchal        | 1:2       | SC Angrense                        |
| CD Fátima                 | 2:0       | UD Belmonte                        |
| CD Santa Clara            | 0:2       | Sport União Sintrense              |
| CD Lousanense             | 2:1       | CD Mafra                           |
| Aliados FC Lordelo        | 1:3       | SC Rio Tinto                       |
| Alhandra SC               | 0:1       | Padernense Clube                   |
| AD Camacha                | 1:2       | Silves FC                          |
| Souselo FC                | 0:1       | GD Bragança                        |
| AD Castelo de Vide        | 3:1       | CCR Salgueiro do Campo             |
| AD Machico                | 3:0       | AC Malveira                        |
| Águia CD                  | 0:0 n. V. | União Micaelense                   |
| AD Portomosense           | 1:3       | CD Estarreja                       |
| CD Trofense               | 3:0       | CA Valdevez                        |
| CF Esperança Lagos        | 1:3       | CD Beja                            |
| GD Mangualde              | 2:2 n. V. | Merelinense FC                     |
| GD Gafanha                | 2:2 n. V. | GS Carcavelos                      |
| GD Mealhada               | 3:0       | Mortágua FC                        |
| Pevidém SC                | 1:0       | AD São Pedro da Cova               |
| GD Sendim                 | 0:7       | FC Amares                          |
| GD Samora Correia         | 7:0       | SC Ferreirense                     |
| GD Argus                  | 0:2       | CA Mirandense                      |
| Fiães SC                  | 3:1       | CDC Montalegre                     |
| CRP Delães                | 4:3       | Vieira SC                          |
| CF Marialvas              | 2:0       | ADC Proença-a-Nova                 |
| CSD Câmara de Lobos       | 2:1       | AD São Vicente                     |
| Estrela Vendas Novas      | 1:0       | SC Santacruzense                   |
| FC Serpa                  | 0:1       | Palmelense FC                      |
| FC Avintes                | 0:1       | SC Régua                           |
| AC Salir                  | 0:0 n. V. | CD Operário                        |

### Wiederholungsspiele
|                                    | Ergebnis              |              |
| ---------------------------------- | --------------------- | ------------ |
| Merelinense FC                     | 2:0                   | GD Mangualde |
| GD Joane                           | 1:0                   | SC Lamego    |
| GS Carcavelos                      | 2:1                   | GD Gafanha   |
| União Micaelense                   | 4:0                   | Águia CD     |
| CD Operário                        | 3:1                   | AC Salir     |
| União Futebol Comércio e Indústria | 0:0 n. V. (4:5 i. E.) | Imortal DC   |

## 2. Runde
Zu den 65 qualifizierten Teams aus der 1. Runde kamen 54 Vereine aus der drittklassigen Segunda Divisão B hinzu. Die Spiele fanden am 5. Oktober 1994 statt.

Freilos: CD Portalegrense
|                          | Ergebnis  |                           |
| ------------------------ | --------- | ------------------------- |
| SC Angrense              | 2:1       | SC Vilanovense            |
| RD Águeda                | 0:0 n. V. | AD Fafe                   |
| SC Covilhã               | 1:1 n. V. | SC Vianense               |
| SC Freamunde             | 2:2 n. V. | CD Beja                   |
| SC Maria da Fonte        | 0:0 n. V. | SL Olivais                |
| SC Lourinhanense         | 1:0       | SL Fanhões                |
| Palmelense FC            | 1:0       | CF Marialvas              |
| Padernense Clube         | 0:2       | AD Sanjoanense            |
| Lusitano GC Évora        | 3:0       | UD Santarém               |
| Louletano DC             | 2:1       | Anadia FC                 |
| Lusitano VRSA            | 7:1       | AD Castelo de Vide        |
| Odivelas FC              | 0:1       | União de Montemor         |
| Oliveira do Bairro SC    | 2:1       | CD Portosantense          |
| SC Olhanense             | 0:1       | Moreirense FC             |
| SC Praiense              | 2:5       | Clube Oriental de Lisboa  |
| UD Vilafranquense        | 4:2       | SC Dragões Sandinenses    |
| UD Oliveirense           | 2:1       | GD Bragança               |
| União de Almeirim        | 2:1       | CSD Câmara de Lobos       |
| União de Tomar           | 2:3       | Neves FC                  |
| União Santiago do Cacém  | 2:3       | Leixões SC                |
| USC Paredes              | 8:1       | UD Tocha                  |
| Silves FC                | 0:0 n. V. | Varzim SC                 |
| Sertanense FC            | 2:1       | Juventude Ronfe           |
| SC São João de Ver       | 0:1       | Académico de Viseu FC     |
| SC Régua                 | 0:1       | AD Esposende              |
| SC Senhora da Hora       | 0:1       | FC Amares                 |
| SC Vila Pouca            | 1:0       | Amarante FC               |
| SC Vila Real             | 2:0       | CD Trofense               |
| Juventude Évora          | 1:0       | Ermesinde SC              |
| Imortal DC               | 4:2       | Naval 1º de Maio          |
| CD Lousanense            | 1:1 n. V. | Casa Pia AC               |
| CD Fátima                | 3:1       | GC Tavira                 |
| CD Montijo               | 2:1       | SC Rio Tinto              |
| CD Olivais e Moscavide   | 4:3       | FC Lixa                   |
| CRP Delães               | 1:2       | CD Operário               |
| CD Torres Novas          | 5:0       | AA Avanca                 |
| CD Alcains               | 3:0       | GD Benavente              |
| Benfica e Castelo Branco | 1:0       | Vasco da Gama AC          |
| AD Limianos              | 2:1       | Caldas SC                 |
| AD Guarda                | 4:0       | SC Lusitânia              |
| AD Lousada               | 2:0       | CD Estarreja              |
| AD Machico               | 2:1       | GD Peniche                |
| Atlético CP              | 2:1       | Associação Beneditense CD |
| União Micaelense         | 1:1 n. V. | AC Marinhense             |
| O Elvas CAD              | 3:0       | União de Coimbra          |
| GD Samora Correia        | 2:1       | Merelinense FC            |
| Pevidém SC               | 1:1 n. V. | FC Maia                   |
| GD Sesimbra              | 3:1       | SC Castêlo da Maia        |
| Gondomar SC              | 2:1       | Estrela Vendas Novas      |
| GS Loures                | 3:3 n. V. | Lusitânia Lourosa         |
| GS Carcavelos            | 1:0       | GD Joane                  |
| GD Mealhada              | 1:2       | FC Castrense              |
| Fiães SC                 | 6:1       | CDR Quarteirense          |
| FC Barreirense           | 1:0       | CD Tondela                |
| FC Alverca               | 2:0       | FC Infesta                |
| FC Marco                 | 3:0       | Sport União Sintrense     |
| FC Oliveira Hospital     | 1:4       | Rebordosa AC              |
| FC Vizela                | 5:0       | CA Mirandense             |
| AD Fornos de Algodres    | 0:3       | AC Alcanenense            |

### Wiederholungsspiele
|                   | Ergebnis              |                   |
| ----------------- | --------------------- | ----------------- |
| CD Beja           | 0:0 n. V. (4:5 i. E.) | SC Freamunde      |
| SL Olivais        | 1:0                   | SC Maria da Fonte |
| Varzim SC         | 2:1                   | Silves FC         |
| SC Vianense       | 1:1 n. V. (5:4 i. E.) | SC Covilhã        |
| AD Fafe           | 1:2                   | RD Águeda         |
| AC Marinhense     | 6:2                   | União Micaelense  |
| FC Maia           | 4:0                   | Pevidém SC        |
| Lusitânia Lourosa | 3:0                   | GS Loures         |
| Casa Pia AC       | 2:1                   | CD Lousanense     |

## 3. Runde
Qualifiziert waren die 60 Teams aus der 2. Runde und die 18 Vereine aus der zweitklassigen Segunda Divisão de Honra. Die Spiele fanden am 6. November 1994 statt.
|                          | Ergebnis  |                          |
| ------------------------ | --------- | ------------------------ |
| Desportivo Aves          | 0:3       | Rio Ave FC               |
| CD Feirense              | 1:0       | AD Esposende             |
| CD Torres Novas          | 2:1       | União de Montemor        |
| CD Alcains               | 2:1       | UD Vilafranquense        |
| Benfica e Castelo Branco | 3:2       | Imortal DC               |
| AD Sanjoanense           | 0:1 n. V. | GD Estoril Praia         |
| Amora FC                 | 2:1       | Clube Oriental de Lisboa |
| Atlético CP              | 0:1       | FC Vizela                |
| União Lamas              | 2:1       | SC Vila Pouca            |
| FC Alverca               | 0:3       | Leça FC                  |
| FC Paços de Ferreira     | 1:1 n. V. | Louletano DC             |
| FC Penafiel              | 4:1       | GD Samora Correia        |
| GD Sesimbra              | 1:4       | O Elvas CAD              |
| FC Maia                  | 2:1       | Varzim SC                |
| FC Felgueiras            | 2:1       | Fiães SC                 |
| FC Barreirense           | 2:4       | AD Ovarense              |
| FC Castrense             | 1:2       | FC Amares                |
| FC Famalicão             | 2:1       | CD Operário              |
| AD Lousada               | 0:1       | Casa Pia AC              |
| AD Limianos              | 3:1       | Rebordosa AC             |
| Moreirense FC            | 1:0       | SC Lourinhanense         |
| Neves FC                 | 1:2       | Académico de Viseu FC    |
| Palmelense FC            | 0:2       | Académica de Coimbra     |
| Lusitano VRSA            | 2:1       | CD Fátima                |
| Lusitano GC Évora        | 1:0       | AC Alcanenense           |
| GS Carcavelos            | 1:4       | SC Angrense              |
| Leixões SC               | 3:4       | Nacional Funchal         |
| Lusitânia Lourosa        | 2:1       | AD Guarda                |
| Portimonense SC          | 3:0       | AD Machico               |
| RD Águeda                | 5:0       | Oliveira do Bairro SC    |
| União de Almeirim        | 2:0       | CD Portalegrense         |
| USC Paredes              | 3:0       | SL Olivais               |
| AC Marinhense            | 1:0       | FC Marco                 |
| UD Oliveirense           | 1:1 n. V. | SC Freamunde             |
| Sertanense FC            | 1:2       | CD Olivais e Moscavide   |
| SC Campomaiorense        | 1:0       | Juventude Évora          |
| SC Vianense              | 4:0       | CD Montijo               |
| SC União Torreense       | 2:0       | SC Vila Real             |
| Gondomar SC              | 1:4       | SC Espinho               |

### Wiederholungsspiele
|              | Ergebnis |                      |
| ------------ | -------- | -------------------- |
| Louletano DC | 4:0      | FC Paços de Ferreira |
| SC Freamunde | 2:1      | UD Oliveirense       |

## 4. Runde
Zu den 39 qualifizierten Teams aus der 3. Runde kamen die 18 Vereine der Primera Divisão hinzu. Die Spiele fanden am 1. und 4. Dezember 1994 statt.

Freilos: Vitória Guimarães
|                          | Ergebnis  |                     |
| ------------------------ | --------- | ------------------- |
| Sporting Lissabon        | 1:0       | SC Espinho          |
| Moreirense FC            | 1:2       | Marítimo Funchal    |
| RD Águeda                | 0:2       | Leça FC             |
| Lusitânia Lourosa        | 0:0 n. V. | FC Famalicão        |
| Gil Vicente FC           | 0:2       | CD Feirense         |
| FC Vizela                | 1:1 n. V. | Louletano DC        |
| Sporting Braga           | 1:0       | GD Chaves           |
| SC Salgueiros            | 3:0       | Lusitano VRSA       |
| União Leiria             | 2:0       | Belenenses Lissabon |
| USC Paredes              | 0:1       | O Elvas CAD         |
| Benfica Lissabon         | 12:00     | AC Marinhense       |
| SC Vianense              | 0:1       | Vitória Setúbal     |
| FC Tirsense              | 1:1 n. V. | SC Beira-Mar        |
| SC Freamunde             | 4:0       | SC Angrense         |
| FC Porto                 | 3:1       | GD Estoril Praia    |
| Benfica e Castelo Branco | 1:1 n. V. | União Lamas         |
| Boavista Porto           | 3:1       | FC Penafiel         |
| Amora FC                 | 2:0       | CD Alcains          |
| AD Ovarense              | 3:2       | Nacional Funchal    |
| AD Limianos              | 1:2       | FC Maia             |
| Académico de Viseu FC    | 1:0       | União Madeira       |
| Casa Pia AC              | 2:3       | Rio Ave FC          |
| FC Amares                | 1:4       | SC União Torreense  |
| FC Felgueiras            | 3:0       | Portimonense SC     |
| CF Estrela Amadora       | 0:0 n. V. | SC Farense          |
| CD Torres Novas          | 3:0       | União de Almeirim   |
| CD Olivais e Moscavide   | 2:1       | Lusitano GC Évora   |
| Académica de Coimbra     | 3:2 n. V. | SC Campomaiorense   |

### Wiederholungsspiele
|              | Ergebnis |                          |
| ------------ | -------- | ------------------------ |
| FC Famalicão | 2:1      | Lusitânia Lourosa        |
| Louletano DC | 3:1      | FC Vizela                |
| SC Farense   | 2:1      | CF Estrela Amadora       |
| União Lamas  | 3:1      | Benfica e Castelo Branco |
| SC Beira-Mar | 2:3      | FC Tirsense              |

## 5. Runde
Qualifiziert waren die 29 Sieger der 4. Runde. Die Spiele fanden am 22. und 23. Dezember 1994 statt.

Freilos: Marítimo Funchal
|                        | Ergebnis  |                      |
| ---------------------- | --------- | -------------------- |
| Benfica Lissabon       | 3:0       | FC Tirsense          |
| FC Porto               | 5:0       | União Leiria         |
| FC Maia                | 1:2       | Leça FC              |
| SC Farense             | 3:1       | FC Felgueiras        |
| Vitória Setúbal        | 4:0       | CD Torres Novas      |
| Vitória Guimarães      | 1:2       | Louletano DC         |
| O Elvas CAD            | 1:1 n. V. | Rio Ave FC           |
| União Lamas            | 1:1 n. V. | FC Famalicão         |
| Amora FC               | 2:1       | SC União Torreense   |
| AD Ovarense            | 1:0       | SC Salgueiros        |
| Boavista Porto         | 0:0 n. V. | Sporting Lissabon    |
| CD Feirense            | 1:3 n. V. | Sporting Braga       |
| CD Olivais e Moscavide | 4:1       | SC Freamunde         |
| Académico de Viseu FC  | 1:0       | Académica de Coimbra |

### Wiederholungsspiele
|                   | Ergebnis  |                |
| ----------------- | --------- | -------------- |
| Rio Ave FC        | 2:1 n. V. | Rio Ave FC     |
| FC Famalicão      | 2:1       | União Lamas    |
| Sporting Lissabon | 5:0       | Boavista Porto |

## Achtelfinale
Qualifiziert waren die 15 Sieger der 5. Runde. Die Spiele fanden am 15. Februar und 8. März 1995 statt.

Freilos: Sporting Lissabon
|                        | Ergebnis |                 |
| ---------------------- | -------- | --------------- |
| Leça FC                | 1:0      | SC Farense      |
| Benfica Lissabon       | 3:1      | FC Famalicão    |
| FC Porto               | 3:0      | Louletano DC    |
| Marítimo Funchal       | 2:1      | Amora FC        |
| CD Olivais e Moscavide | 1:0      | Sporting Braga  |
| Académico de Viseu FC  | 0:1      | Vitória Setúbal |
| AD Ovarense            | 2:0      | Rio Ave FC      |

## Viertelfinale
Qualifiziert waren die 8 Sieger des Achtelfinals. Die Spiele fanden am 29. März 1995 statt.
|                        | Ergebnis  |                   |
| ---------------------- | --------- | ----------------- |
| Benfica Lissabon       | 0:0 n. V. | Vitória Setúbal   |
| Leça FC                | 0:4       | FC Porto          |
| Marítimo Funchal       | 2:1       | AD Ovarense       |
| CD Olivais e Moscavide | 1:6       | Sporting Lissabon |

### Wiederholungsspiel
|                 | Ergebnis |                  |
| --------------- | -------- | ---------------- |
| Vitória Setúbal | 2:0      | Benfica Lissabon |

## Halbfinale
Die Spiele fanden am 9. Mai 1995 statt.
|                   | Ergebnis |                 |
| ----------------- | -------- | --------------- |
| Sporting Lissabon | 3:0      | Vitória Setúbal |
| Marítimo Funchal  | 1:0      | FC Porto        |

## Finale
| Paarung           | Sporting Lissabon – Marítimo Funchal |
| Ergebnis          | 2:0 (1:0) |
| Datum             | 10. Juni 1995 um 17:00 Uhr |
| Stadion           | Estádio Nacional, Oeiras |
| Schiedsrichter    | Joaquim Bento Marques |
| Tore              | 1:0 Iwajlo Jordanow (9.) 2:0 Iwajlo Jordanow (86.) |
| Sporting Lissabon | Paulo Costinha (90. Zoran Lemajić) – Fernando Nélson, Noureddine Naybet, Marco Aurélio, Budimir Vujačić – Luís Figo, Oceano Cruz , Carlos Xavier (75. Filipe Ramos), Krassimir Balakow (79. Ricardo Sá Pinto) – Iwajlo Jordanow, Emmanuel Amuneke Cheftrainer: Carlos Queiroz |
| Marítimo Funchal  | Everton Machado – Humberto Silva, Heitor Camarin (72. José Pedro Fernandes), Robson Cândida (56. Osvaldo Couto), Carlos Jorge – José Manuel Soeiro, Zeca, Luís Gustavo, Edmilson – Paulo Martins Alves, Alex Bunbury Cheftrainer: Paulo Autuori                               |
| Gelbe Karten      | Luís Figo, Budimir Vujaić, Carlos Xavier, Oceano Cruz, Iwajlo Jordanow – Paulo Martins Alves |